# 天主教馬查拉教區
天主教馬查拉教區（拉丁語：Dioecesis Machalensis）是厄瓜多爾一個羅馬天主教教區，屬昆卡總教區。
1954年7月26日設自治監督區，1969年1月31日升為教區。
教區位於埃爾奧羅省。2006年有教友485,000人（佔轄區總人口94.7%）、卅五個堂區、卅三名司鐸。目前教區主教之位處於出缺狀態。